# Макс Гьольц
Макс Гьольц (нім. Max Hoelz або Hölz; 14 жовтня 1889, Моріц, поблизу Ризи, Німецька імперія — 15 вересня 1933, Гіркий, СРСР) — німецький революціонер, один з активних учасників і організаторів революційних повстань у Німеччині в 1920—1921 роках.

## Біографія
Королівський гусар, ветеран Першої світової, кавалер Залізного хреста. Член Комуністичної партії Німеччини (КПН) з 1919 року, в 1918—1919 — голова робітничої ради у Фалькенштайні (земля Саксонія).
Для дій Гьольца був характерним прояв анархістських тенденцій (сформований Гьольцем з демобілізованих військовослужбовців «озброєний орган пролетарської самодопомоги» реквізовував гроші, продукти і пальне). За відмову підкоритися директиві компартії його було виключено з її рядів, перейшов в більш радикальну Комуністичну робітничу партію Німеччини, в 1922 році знову вступив у КПН.

### Каппський путч
Під час Каппського путчу 1920 року Гьольц — керівник озброєних робітничих загонів у Фогтланде (Середня Німеччина), які боролися проти реакціонерів.

### Березневе повстання
У 1921 році в дні березневого повстання в Середній Німеччині Гьольц очолює сформовані ним бойові загони, які боролися проти жандармерії і урядових військ. Після придушення повстання був заарештований і засуджений до довічного ув'язнення.

### Звільнення та еміграція
У 1926 році Еріх Мюзам написав брошуру «Правосуддя для Макса Гьольца» (нім. Gerechtigkeit für Max Hoelz), вимагаючи звільнити останнього з ув'язнення. У 1927 році видатними німецькими інтелектуалами, в тому числі Томасом Манном і Альбертом Ейнштейном, організовується «Нейтральна комісія по Максу Гьольцу» (нім. Neutrales Komitee für Max Hoelz), також виступає за його звільнення.
В 1928 році в результаті масового руху на захист політичних в'язнів амністований. У 1929 році емігрував до СРСР. Був нагороджений орденом Червоного прапора, обраний депутатом Ленінградського ради. У 1932 р. вів партійну роботу на будівництвах в Новокузнецьку.
За час перебування в СРСР одружувався тричі, причому двічі з дівчатами шкільного віку (14 березня 1930 одружився з Ольгою Голубчик з Великих Лук, 1911 р., 29 грудня 1930 — з Оленою Серебровською з Ленінграду, 1915 р., 21 червня 1932 — з Аріадною Пугавко з Коломни, р. 1915).

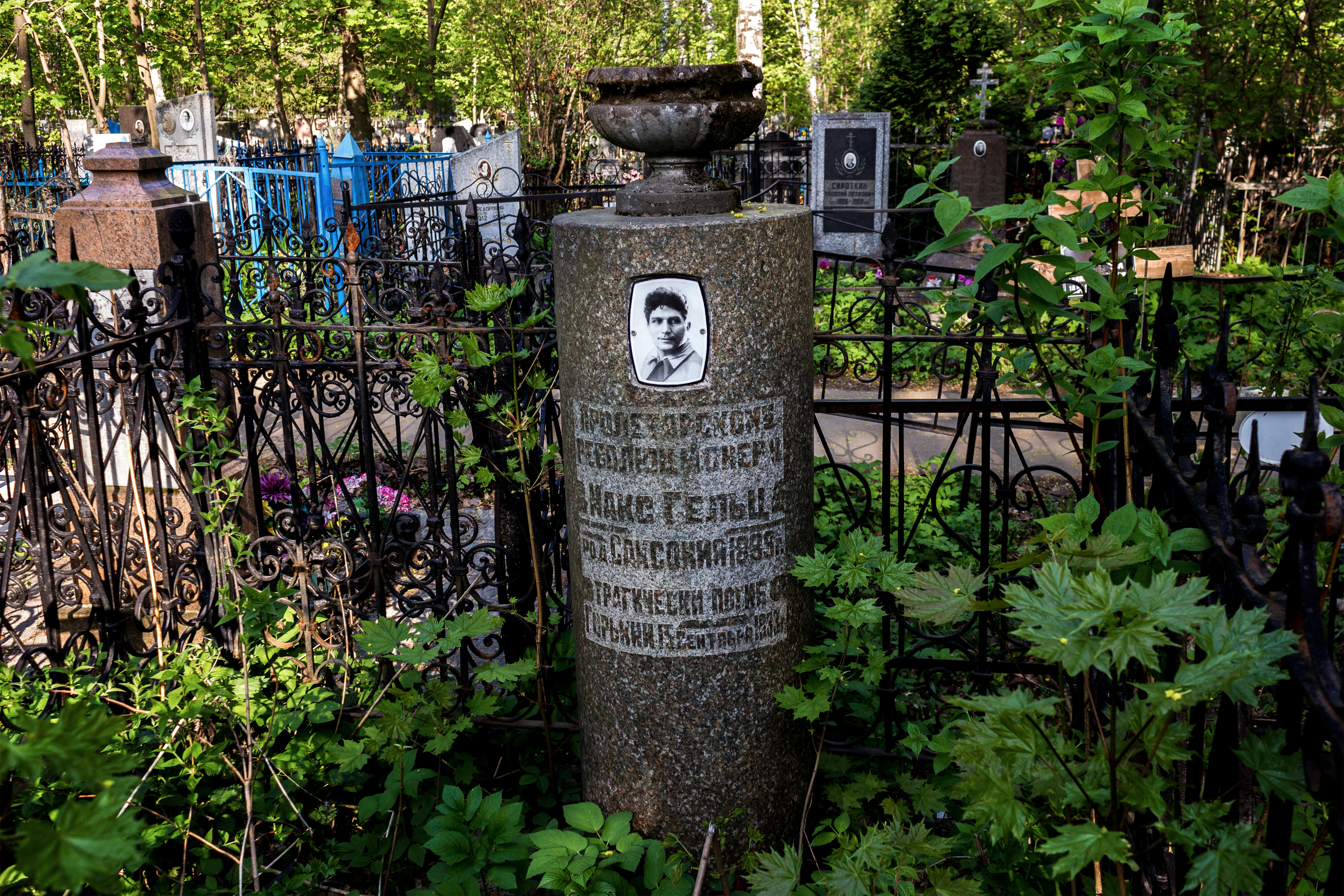
Могила Макса Гьольца на Бугровськом кладовищі в Нижньому Новгороді

Гьольц загинув у вересні 1933 року, за офіційною версією потонувши під час човнової прогулянки по Оці поблизу Нижнього Новгорода (незадовго до того перейменованого в Горький). Існують також версії вбивства і самогубства.
Похований на Бугровському кладовищі в Нижньому Новгороді.

## Книги
- Життя — боротьба. — Л., 1929.
- Від білого хреста на червоному прапорі. — М—Л., 1930.
- Anklagerede gegen die bürgerliche Gesellschaft. Gehalten vor dem Moabiter Sondergericht am 22. Juni 1921 in Berlin. 1921
- Vom «Weißen Kreuz» zur Roten Fahne, Jugend-, Кампф - und Zuchthauserlebnisse. Malik Verlag, Berlin; Reprint 1969 Verlag Neue Kritik KG, Frankfurt. ISBN 3-8015-0037-3